# Баньё (О-де-Сен)
Баньё (фр. Bagneux) — город и коммуна во французском департаменте О-де-Сен, административный центр округа Антони и кантона Баньё.

## История
13 октября 1870 года, в ходе франко-прусской войны здесь произошел бой между французскими войсками генерала Винуа и частями 2-го баварского корпуса. Потери противников в этот день составили до 400 человек с каждой стороны.

## Географическое положение
Баньё находится к югу от Парижа и связан с ним линией пригородной железной дороги RER и линией 4 Парижского метро.

## Города-побратимы
- Ванадзор, Армения
- Гран-Бур, Гваделупа
- Нит-Порт-Толбот, Великобритания
- Турин, Италия